# 雨森零
雨森 零（あまもり ぜろ、1970年 - ）は、日本の小説家。山形県出身。明海大学中退。

## 経歴
1994年、『首飾り』で第31回文藝賞を受賞した。
デビュー作は文藝時評で「カポーティを思わせる才能」と表された。その翌年の1996年に第二作『月の裏まで走っていけた』を発表したが、その後作家としての活動は確認されていない。
2004年、郷土出版社発行の『山形県文学全集 第1期(小説編) 第6巻』に、「首飾り(抄)」が収録された。

## 作品
どちらも河出書房新社。
- 『首飾り』（1995年1月、ISBN 978-4309009575）
- 『月の裏まで走っていけた』（1996年1月、ISBN 978-4309010366）

## 収録
- 『山形県文学全集 第1期(小説編) 第6巻』(近江正人 [ほか]編、郷土出版社、2004年11月、ISBN 978-4876637164)